# Ed Boon
Ed Boon (ur. 22 lutego 1964 w Chicago) – amerykański programista i projektant gier komputerowych. Współtwórca serii Mortal Kombat.
Użyczył głosu postaci Scorpiona w grach i filmach. Jest szefem studia NetherRealm Studios tworzącego kolejne części Mortal Kombat i inne gry dla Warner Bros.